# بيت الركن (بني العوام)

تعديل مصدري - تعديل

بيت الركن هي إحدى قرى عزلة قطعة الصرابي بمديرية بني العوام التابعة لمحافظة حجة، بلغ تعداد سكانها 67 نسمة حسب تعداد اليمن لعام 2004.